# Пронін Михайло Михайлович
Михайло Михайлович Пронін (23 жовтня 1901, місто Москва, тепер Російська Федерація — 15 грудня 1967, місто Москва, тепер Російська Федерація) — радянський військовий політпрацівник, генерал-лейтенант (20.04.1944). Депутат Верховної ради РРФСР 2-го і 4-го скликань. 

## Біографія
З 1920 року служив у Червоній армії, учасник Громадянської війни в Росії. З травня 1922 року — службовець морського відділу Політичного управління РВР СРСР. Член РКП(б).
Перебував на військово-політичній роботі. Брав участь у радянсько-фінській війні 1939—1940 років.
Учасник німецько-радянської війни. У 1941—1942 роках — дивізійний комісар, начальник організаційно-інструкторського відділу Головного управління політичної пропаганди (Головного політичного управління) РСЧА. З лютого по жовтень 1943 року — начальник політичного управління Південного фронту. У жовтні 1943 — липні 1945 року — начальник політичного управління 4-го Українського фронту.
З липня 1945 року — начальник політичного управління Групи радянських окупаційних військ у Німеччині.
Потім — заступник, 1-й заступник начальника Головного політичного управління Радянської армії (РА).
До жовтня 1960 року — начальник політичного управління сухопутних військ РА.
З жовтня 1960 року — в запасі, проживав у Москві.
Помер 15 грудня 1967 року в Москві. Похований на Новодівочому цвинтарі Москви.

## Звання
- дивізійний комісар
- генерал-майор (6.12.1942)
- генерал-лейтенант (20.04.1944)

## Нагороди
- орден Леніна (21.02.1945)
- чотири ордени Червоного Прапора (22.12.1943, 16.05.1944, 3.11.1944, 15.11.1950)
- орден Кутузова І ст. (23.05.1945)
- орден Вітчизняної війни І ст. (14.02.1944)
- два ордени Червоної Зірки (14.06.1940, 28.10.1967)
- лицарський хрест ордена Virtuti Militari (Польща)
- орден «Хрест Грюнвальда» III ст. (Польща)
- орден Білого Лева (Чехословаччина)
- Чехословацький Воєнний хрест (Чехословаччина)
- медаль «XX років Робітничо-Селянській Червоній Армії» (1938)
- медаль «За оборону Москви» (1945)
- медаль «За перемогу над Німеччиною у Великій Вітчизняній війні 1941—1945 рр.» (1945)
- медалі